# Liga dos Campeões da CAF de 1976
A Copa Africana dos Clubes Campeões de 1976 foi a 12ª edição da competição anual de clubes internacionais de futebol realizada na região da CAF (África). O torneio foi disputado por 25 equipes e usou um formato eliminatório com jogos em casa e fora. MC Alger da Argélia venceu a final, tornando-se campeão do Africa pela primeira vez, e o primeiro clube da Argélia a ganhar o troféu.

## Equipes classificadas
| Associação                     | Equipe                |
| ------------------------------ | --------------------- |
| Burquina Fasso                 | Silures               |
| Costa do Marfim                | ASEC Mimosas          |
| Etiópia                        | Saint George          |
| Egito                          | Al-Ahly SC            |
| Gana                           | Asante Kotoko         |
| Guiné                          | Hafia FC              |
| Gabão                          | Okoume FC             |
| Gâmbia                         | Real Banjul           |
| Nigéria                        | Enugu Rangers         |
| Níger                          | AS FAN Niamey         |
| Tanzânia                       | Simba SC              |
| Zâmbia                         | Green Buffaloes       |
| Madagáscar                     | AS Corps Enseignement |
| República do Congo             | CARA Brazzaville      |
| República Democrática do Congo | DC Motema Pembe       |
| Sudão                          | Al-Merrikh            |
| Senegal                        | ASC Diaraf            |
| Uganda                         | Express FC            |
| Togo                           | Lomé I                |
| Mali                           | Djoliba AC            |
| Líbia                          | Al Ahly Benghazi      |
| Argélia                        | MC Alger              |
| Camarões                       | Caïman ACD            |
| Quênia                         | Luo Union             |
| Guiné-Bissau                   | Os Balantas           |

## Primeira rodada
| Equipe 1              | Total         | Equipe 2        | 1.º jogo | 2.º jogo |
| --------------------- | ------------- | --------------- | -------- | -------- |
| CARA Brazzaville      | 4-2           | DC Motema Pembe | 4-0      | 0-2      |
| Al-Ahly SC (Benghazi) | 4-5           | MC Alger        | 3-2      | 1-3      |
| AS Corps Enseignement | 5-6           | Simba SC        | 4-2      | 1-4      |
| ASC Diaraf            | 10-2          | Os Balantas     | 6-1      | 4-1      |
| Express FC            | 1-1 (4-3 pen) | Caïman ACD      | 1-0      | 0-1      |
| Luo Union             | 5-1           | Saint-George SA | 3-1      | 2-0      |
| Real Banjul           | 0-4           | Djoliba AC      | 0-2      | 0-2      |
| Silures               | w/o           | AS FAN Niamey   | 1        |          |
| Asante Kotoko         | w/o           | Okoume FC       | 1        |          |

1 Okoume FC e AS FAN Niamey retirou se.

## Oitavas de Final
| Equipe 1        | Total    | Equipe 2    | 1.º jogo | 2.º jogo |
| --------------- | -------- | ----------- | -------- | -------- |
| Asante Kotoko   | 2-2(g.f) | Brazzaville | 1-0      | 1-2      |
| MC Alger        | 3-1      | Al Ahly     | 3-0      | 0-1      |
| Green Buffaloes | 4-2      | Simba       | 3-2      | 1-0      |
| Lomé I          | 1-2      | Diaraf      | 1-1      | 0-1      |
| Enugu Rangers   | 2-2(a)   | Express     | 0-0      | 2-2      |
| Luo Union       | w/o      | Al Merrikh  | 1        |          |
| Djoliba         | 2-3      | Hafia       | 2-1      | 0-2      |
| Mimosas         | 4-0      | Silures     | 2-0      | 2-0      |

1 Al-Merrikh retirou se.

## Quartas de Finais
| Equipe 1        | Total    | Equipe 2      | 1.º jogo | 2.º jogo |
| --------------- | -------- | ------------- | -------- | -------- |
| Asante Kotoko   | 2-2(g.f) | Mimosas       | 2-1      | 0-1      |
| MC Alger        | 7-3      | Luo Union     | 6-3      | 1-0      |
| Green Buffaloes | 3-4      | Enugu Rangers | 3-1      | 0-3      |
| Diaraf          | 2-6      | Hafia         | 2-2      | 0-4      |

## Semi-Finais
| Equipe 1      | Total | Equipe 2 | 1.º jogo | 2.º jogo |
| ------------- | ----- | -------- | -------- | -------- |
| Enugu Rangers | 2-3   | MC Alger | 2-0      | 0-3      |
| Mimosas       | 3-5   | Hafia    | 3-0      | 0-5      |

## Final
| Equipe 1 | Total       | Equipe 2 | 1.º jogo | 2.º jogo |
| -------- | ----------- | -------- | -------- | -------- |
| Hafia    | 3–3 (1–4 p) | MC Alger | 3–0      | 0–3      |

## Campeão
| Liga dos Campeões da CAF 1976 |
| ----------------------------- |
|                               |
| MC Alger 1° Titúlo            |